# Războiul greco-turc (1897)
Războiul Greco-Turc din 1897, cunoscut și sub denumirea de Războiul de Treizeci de Zile, iar în Grecia ca '97 cel Negru (în greacă Μαύρο '97, Mauro '97) sau Războiul nefericit (Ατυχής πόλεμος, Atychis polemos), a fost un război între Regatul Greciei și Imperiul Otoman. Cauza imediată a reprezentat-o disputa cu privire la statutul provinciei otomane Creta, a cărei populație în majoritate greacă își dorea mult unirea cu Grecia. În ciuda victoriei militare otomane decisive, a fost înființat în anul următor un stat cretan autonom sub suzeranitate otomană (ca urmare a intervenției postbelice a Marilor Puteri), ce a fost condus de prințul George al Greciei și Danemarcei în calitate de primul Înalt Comisar. Acesta a fost primul război al Greciei după Războiul de Independență din 1821.

## Context
În 1878 Imperiul Otoman, în conformitate cu prevederile Congresului de la Berlin, a semnat Pactul de la Halepa care a dus la intrarea în vigoare a legii organice din 1868, amânată până atunci de guvernul otoman, care oferea insulei Creta un statut de largă autonomie. Comisarii otomani, cu toate acestea, au ignorat în mod repetat termenii convenției, ceea ce a cauzat trei rebeliuni succesive în 1885, 1888 și 1889. În 1894 sultanul Abdul Hamid al II-lea l-a numit din nou pe Alexander Karatheodori Pașa ca guvernator al insulei Creta, dar încercarea lui Karatheodori de a implementa acordul a fost întâmpinată cu furie de către populația musulmană de pe insulă și a condus la noi ciocniri între comunitățile greacă și turcă în 1896 (comunitatea turcă era formată din greci cretani care se convertiseră la islamism). 
Pentru a potoli tulburările, otomanii au trimis întăriri militare, în timp ce voluntari greci au sosit pe insulă în sprijinul populației grecești. În același timp, flotele Marilor Puteri au patrulat prin apele teritoriale ale Cretei, ceea ce a dus la escaladarea conflictului, dar s-a încheiat ulterior un acord cu sultanul și tensiunile s-au diminuat. Violențe între cele două tabere au reizbucnit în ianuarie 1897 pe măsură ce ambele părți încercau să-și consolideze puterea. Cartierul creștin din Chania a fost incendiat, iar mulți localnici au cerut ajutor flotelor străine ancorate în afara orașului. Revoluționarii cretani au declarat începerea luptei pentru independență și pentru unirea cu Greciai.
Primul ministru grec Theodoros Deligiannis a fost supus unor critici acerbe de către adversarul său Dimitrios Rallis din cauza presupusei sale neputințe de a gestiona problema. Demonstranții din Atena i-au acuzat pe regele George I și pe membrii guvernului de trădare a cauzei cretane. Societatea Națională, o organizație naționalistă și militaristă care s-a infiltrat în armată și administrație la toate nivelurile, a susținut necesitatea unei confruntări imediate cu otomanii.

## Confruntări premergătoare

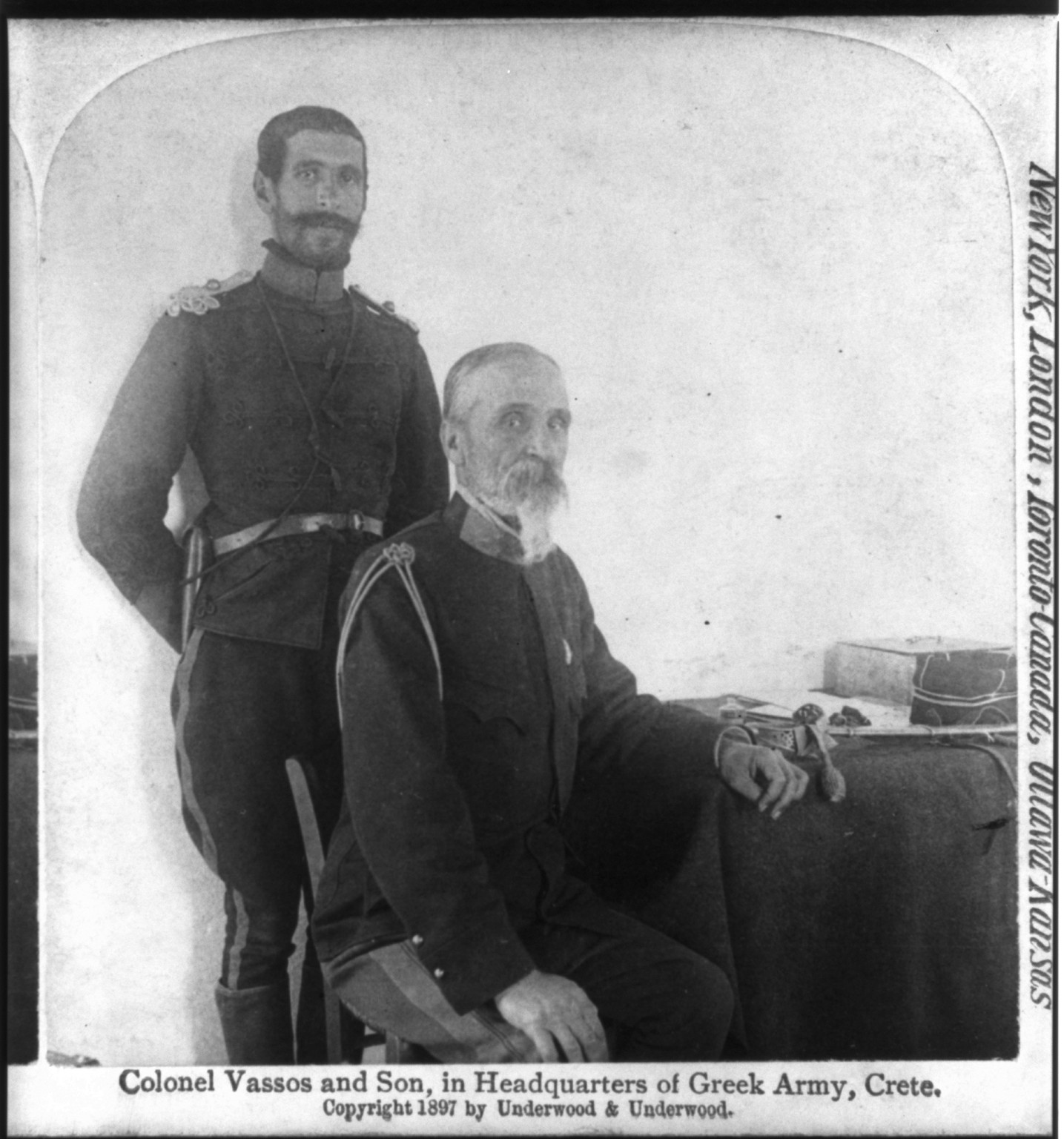
Col. Timoleon Vassos și fiul său la cartierul general grec din Creta

Pe 25 ianuarie 1897 au plecat spre Creta primele nave de transport a trupelor, însoțite de nava de război Hydra, fiind debarcate două batalioane ale Armatei Grecești sub comanda col. Timoleon Vassos în apropierea orașului Chania. Pe 2 februarie, în ciuda garanțiilor date de Marile Puteri cu privire la suveranitatea otomană asupra insulei, Vassos a proclamat unilateral unirea Cretei cu Grecia. Marile Puteri au reacționat, cerându-i lui Deligiannis să retragă imediat forțele grecești din insulă în schimbul acordării unui statut de autonomie. Cererea a fost respinsă, iar pe 7 februarie a avut loc prima bătălie importantă între greci și turci, atunci când forța expediționară greacă din Creta a învins armata otomană de 4.000 de militari în Bătălia de Livadeia, Creta.

## Forțele inamice

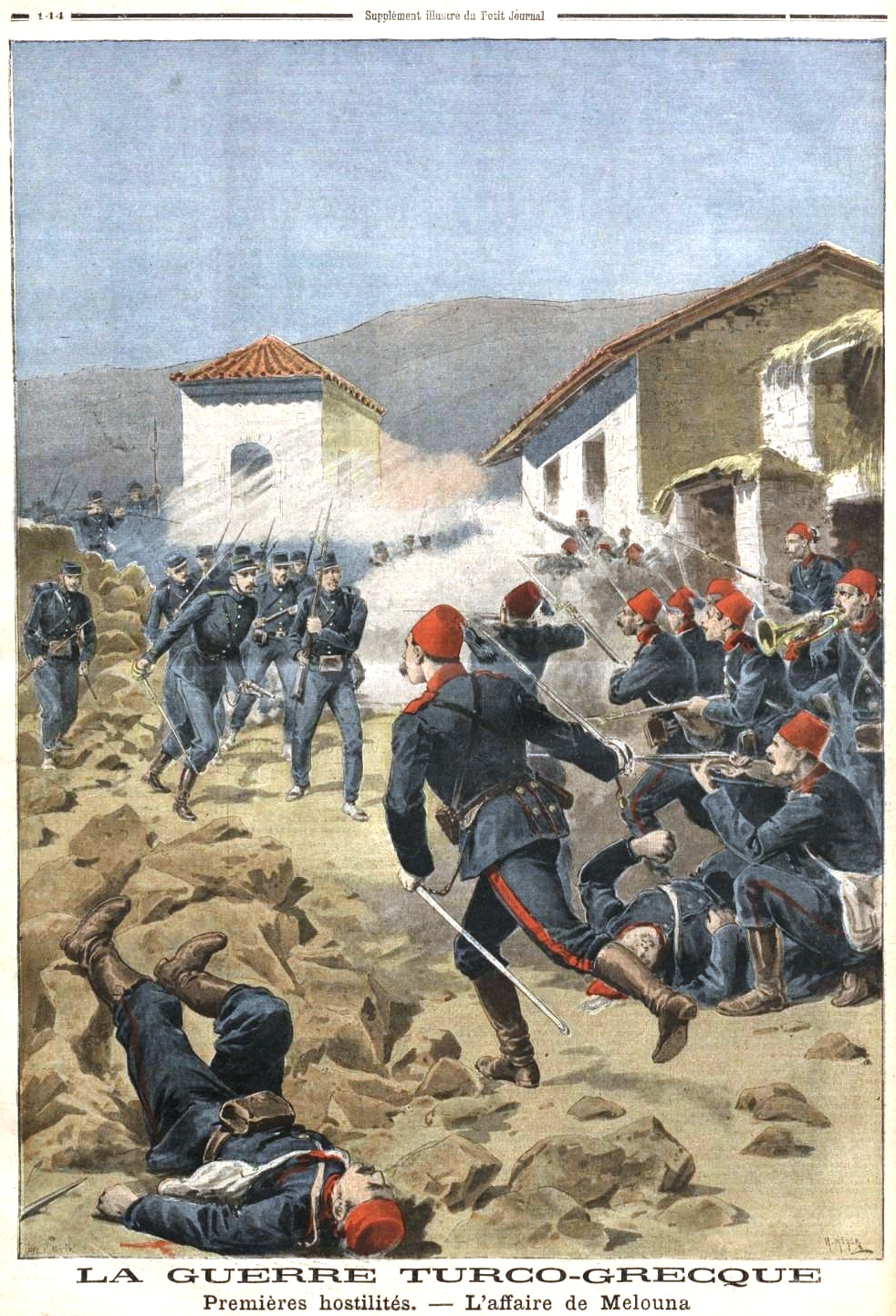
Primele ciocniri de la postul de frontieră Melouna, Le Petit Journal

Armata greacă era formată din trei divizii, două dintre ele luând poziții de luptă în Tesalia și cea de-a treia în Arta, Epir. Prințul Constantin era singurul general al armatei grecești. El a preluat comanda forțelor pe 25 martie. Armata greacă din Tesalia era formată din 38.000 de militari, 500 de cai și 96 de tunuri, în timp ce armata din Epir avea 16.000 de militari și 40 de tunuri.
Armata otomană era formată din opt divizii de infanterie și una de cavalerie. Forțele dizlocate în Tesalia aveau 95.500 de militari, 1.300 de cai și 186 de tunuri, în timp ce trupele din Epir cuprindeau 26.000 de militari și 29 de tunuri. În plus, armata otomană se afla sub îndrumarea unui misiuni militare germane conduse de generalul Baron von der Goltz care a reorganizat-o, după înfrângerea ei în Războiul Ruso-Turc (1877-1878). Generalul Edhem Pașa deținea comanda efectivă a armatelor otomane.
În afară de diferența numerică evidentă, existau diferențe semnificative între cele două părți în ceea ce privește calitatea armamentului. Armata Otomană era deja echipată cu puști cu două focuri cu praf de pușcă fără fum (modele Mauser 1890 și 1893), în timp ce grecii erau echipați cu puști Gras cu un singur foc. Existau diferențe și între cele două forțe navale. În 1897 Marina Elenă era formată din trei nave de luptă mici din clasa Hydra, un crucișător, Miaoulis, și mai multe vedete vechi. Navele grecești au bombardat fortificațiile turcești și au escortat transporturile de trupe, dar nu a fost nici o mare bătălie navală în timpul războiului. Flota Otomană avea opt nave de luptă cel puțin la fel de mari ca navele de luptă grecești și, deși cele mai multe dintre acestea erau modele depășite, clasa Osmanieh a fost reconstruită și modernizată. Marina Turcă avea, de asemenea, mai multe vedete mici, două crucișătoare și câteva nave mai mici, inclusiv un torpilor. Cu toate acestea, Flota Otomană nu era întreținută corespunzător probabil din cauza fricii sultanului că o flotă puternică ar putea deveni o bază puternică de comploturi împotriva guvernului, iar în 1897, când au fost aduse în luptă, cele mai multe nave erau într-o stare proastă și nu puteau controla apele marine de dincolo de Dardanele.

## Războiul
Pe 24 martie, un grup de 2.600 de voluntari înarmați au trecut frontiera Greciei în Macedonia otomană, cu scopul de a provoca dezordine în spatele liniilor inamice prin ridicarea la luptă a localnicilor împotriva administrației otomane. Ca urmare, pe 6 aprilie, Edhem Pașa și-a mobilizat forțele militare. Planul lui era să prindă în încercuire trupele grecești și să le împingă înapoi în Grecia centrală prin utilizarea râului Pineios ca o barieră naturală. Cu toate acestea, ariergarda sa a fost oprită din înaintare, în timp ce forțele sale centrale au câștigat teren, ceea ce a dus la modificarea planului inițial. Planul grec urmărea realizarea unei confruntări pe un teren de luptă vast, făcându-i pe greci să sufere pierderi grele împotriva unui adversar deja superior.

## Frontul din Tesalia

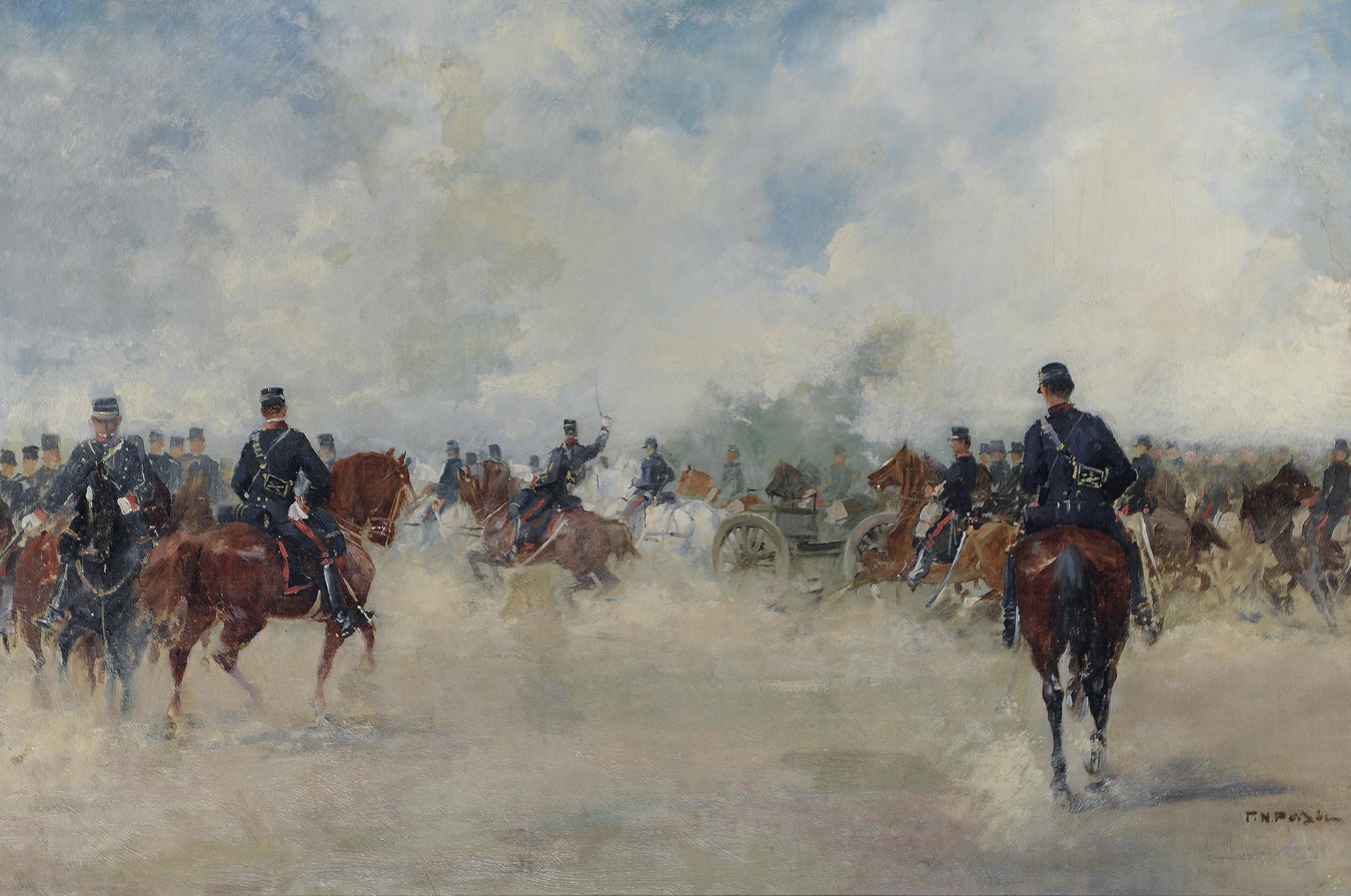
Cavaleria greacă în timpul bătăliei de la Farsala. Pictură de Georgios Roilos.

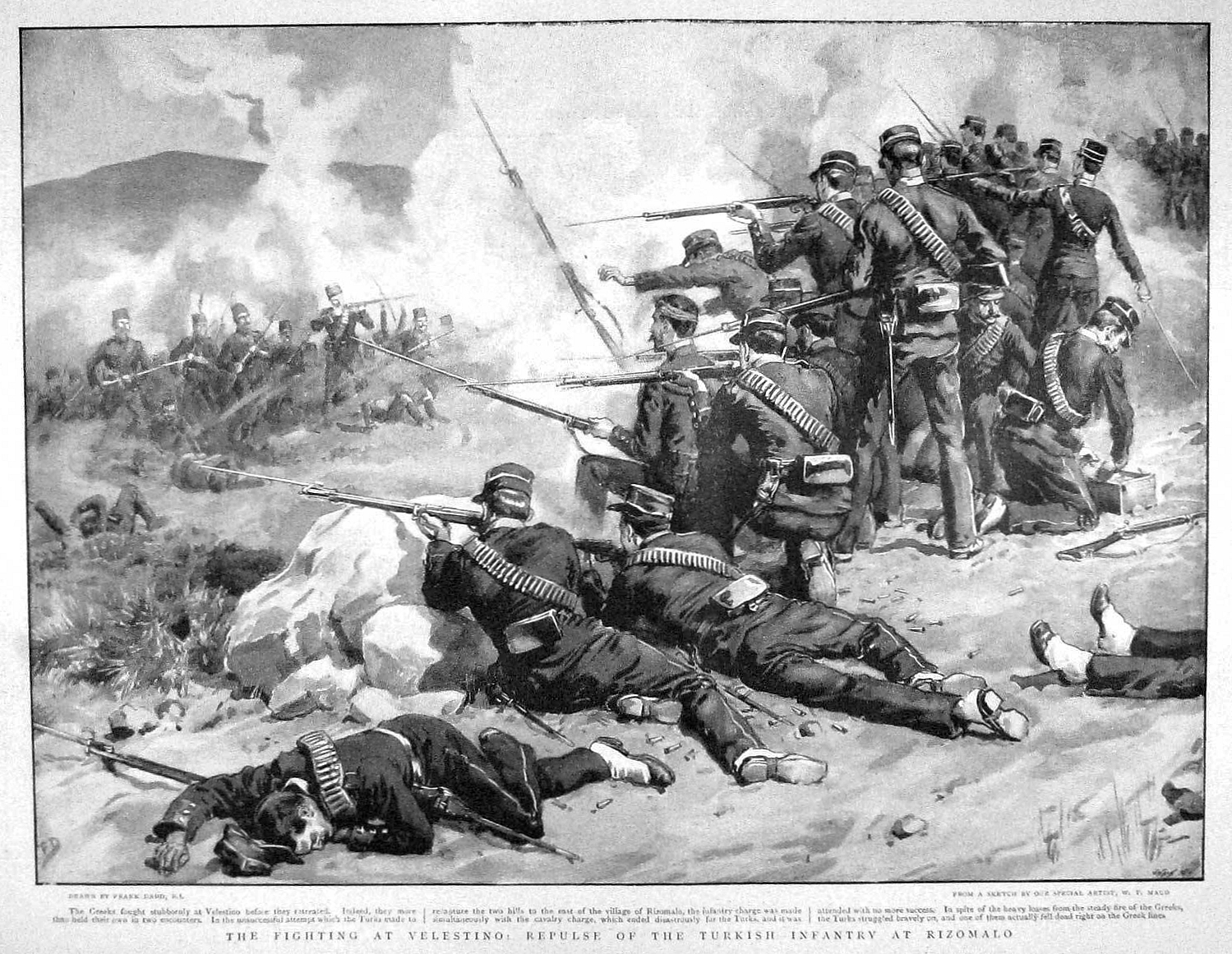
Schimb de focuri între greci și turci la Rizomalo

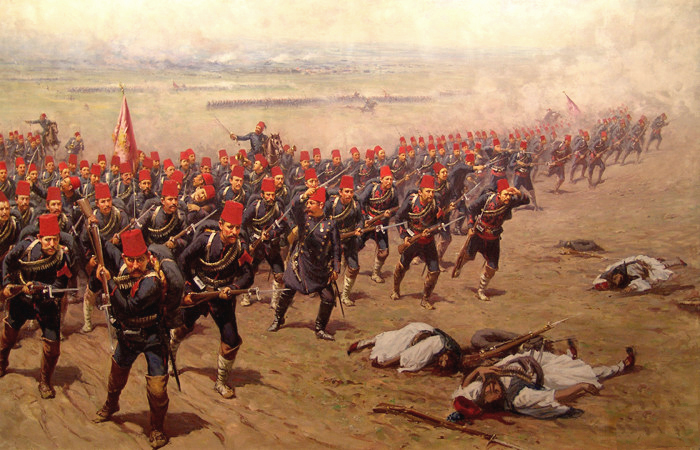
Atacul, o reprezentare artistică a Bătăliei de la Domekos, de Fausto Zonaro.

Războiul a fost declarat oficial pe 18 aprilie, când ambasadorul otoman la Atena, Asim Bey, s-a întâlnit cu ministrul grec de externe și l-a anunțat că relațiile diplomatice dintre cele două țări au fost rupte. Lupte grele au avut loc între 21 și 22 aprilie în afara orașului Tyrnavos, dar când forțele otomane superioare numeric s-au aliniat și au început ofensiva, Statul Major Grec a ordonat retragerea, răspândind panică în rândul militarilor și deopotrivă a civililor. Orașul Larisa a fost ocupat pe 27 aprilie, în timp ce frontul grec a fost reorganizată la Farsala, în spatele liniilor strategice din Velestino. Cu toate acestea, unei divizii i s-a comandat să se deplaseze la Velestino, împărțind astfel forțele grecești în două, la o distanță de 60 km una de alta. În perioada 27-30 aprilie, armatele grecești  aflate sub comanda col. Konstantinos Smolenskis au oprit înaintarea otomană.
Pe 5 mai, trei divizii otomane au atacat Farsala, determinând retragerea ordonată a forțelor grecești către Domokos, în timp ce în ajunul acestor evenimente Smolenskis s-a retras din nou-cuceritul oraș Velestino către Almyros. Volos a căzut în mâinile otomanilor la 8 mai.
La Domokos grecii au adunat 40.000 de oameni într-o puternică poziție defensivă, la care au participat aproximativ 2.000 de voluntari italieni din unitatea "Cămășile Roșii" aflată sub comanda lui Ricciotti Garibaldi. Turcii au avut un total de aproximativ 70.000 de militari, dintre care aproximativ 45.000 au fost direct implicați în luptă. Pe 16 mai atacatorii au trimis o parte din armata lor să atace flancurile grecilor pentru a le tăia retragerea, dar aceasta nu a reușit să ajungă la timp. A doua zi restul armatei otomane a efectuat un atac frontal. Ambele părți au luptat din greu. Turcii au fost ținuți la distanță de focurile infanteriei până ce flancul lor stâng a învins flancul drept al grecilor. Trupele otomane au spart apărarea grecilor, forțând o nouă retragere. Smolenskis a primit ordinul să apere trecătoarea de la Termopile, dar pe 20 mai a intrat în vigoare o încetare a focului.

## Frontul din Epir
Pe 18 aprilie, forțele otomane conduse de Ahmed Hifzi Pașa au atacat podul din Arta, dar au fost nevoite să se retragă și să se reorganizeze în jurul localității Pente Pigadia. Cinci zile mai târziu, colonelul Manos a capturat Pente Pigadia, dar înaintarea greacă a fost oprită din cauza lipsei de întăriri împotriva unui inamic superior numeric. Pe 12 mai, forțele grecești și voluntarii epiroți au încercat să izoleze orașul Preveza, dar au fost forțați să se retragă cu pierderi grele.

## Armistițiul
Între cele două părți a fost semnat un tratat de pace la 20 septembrie 1897. Grecia a fost forțată să cedeze teritorii mici aflate în zonele de frontieră și să plătească grele despăgubiri. În scopul de a asigura plata despăgubirilor, economia Greciei a intrat sub supraveghere internațională. Armistițiul forțat a fost o umilință pentru armata și opinia publică din Grecia, deoarece a evidențiat lipsa de pregătire militară a țării pentru a-și îndeplini aspirațiile naționale (Megali Idea). Această conștientizare a stat la baza revoluției de la Goudi din 1909, care a solicitat realizarea unor reforme imediate în armată, economie și societate. În cele din urmă Eleftherios Venizelos a ajuns la putere și, în calitate de lider al Partidului Liberal, a inițiat o gamă largă de reforme care au transformat statul elen, ducând la victoria grecilor în Războaiele Balcanice ce au avut loc patru ani mai târziu.